# Ceratophrys cornuta
Pour les articles homonymes, voir Crapaud cornu et Grenouille cornue.
Espèce
Synonymes
- Rana cornuta Linnaeus, 1758
- Rana megastoma Spix, 1824
- Ceratophris spixii Cuvier, 1829
- Ceratophris daudini Cuvier, 1829
- Phrynoceros vaillanti Tschudi, 1838

Statut de conservation UICN

 LC  : Préoccupation mineure
Ceratophrys cornuta est une espèce d'amphibiens de la famille des Ceratophryidae. En français, elle est appelée Crapaud cornu du Brésil ou Grenouille cornue.

## Répartition
Cette espèce se rencontre dans le bassin de l'Amazone jusqu'à 400 m d'altitude, :
- en Guyane ;
- au Suriname ;
- au Guyana ;
- dans le Sud du Venezuela ;
- dans le sud-est de la Colombie ;
- dans l'est de l'Équateur ;
- dans l'Est du Pérou ;
- dans le nord de la Bolivie ;
- dans l'Ouest du Brésil.

## Biologie
Cette espèce habite le sol des forêts tropicales, ou elle passe l'essentiel de son temps semi enfouie, chassant à l'affût des proies de grandes tailles. En début de saison des pluies, des centaines d'individus peuvent se rassemblent autour d'une même mare temporaire pour se reproduire, en association avec d'autres espèces. On parle alors d'espèce à reproductions explosives.

## Habitat
Cette espèce vit sur le sol des forêts tropicales humides d'Amérique du Sud, près des mares et des rivières.

## Description

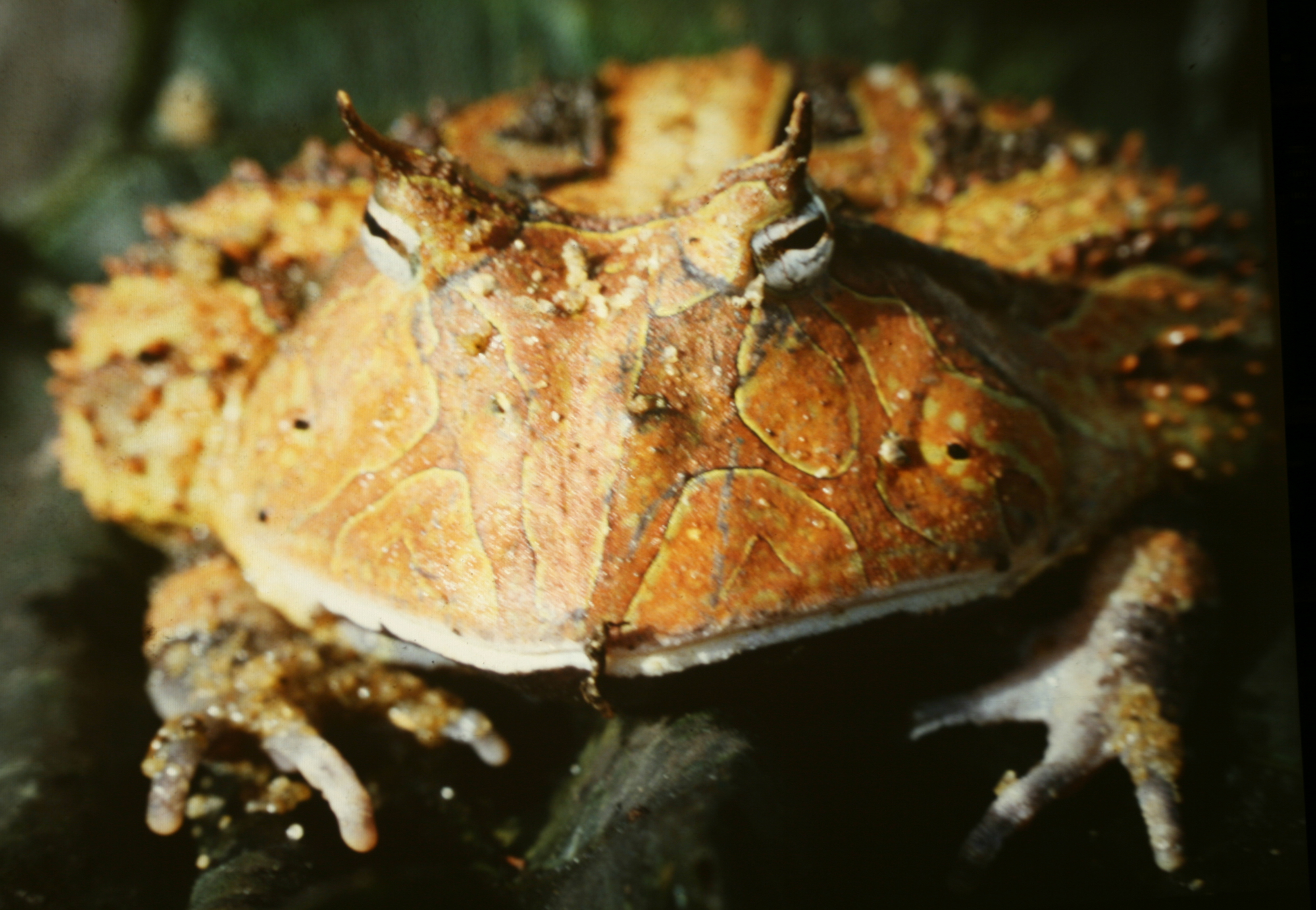
Ceratophrys cornuta

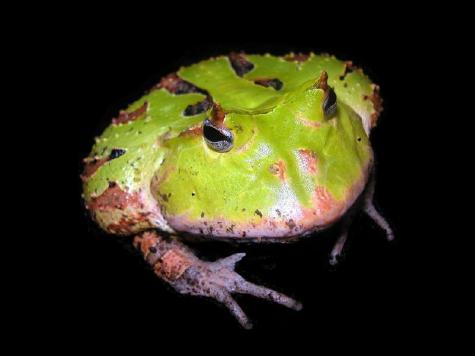
Ceratophrys cornuta

Ceratophrys cornuta mesure :
- pour les mâles jusqu'à 72 mm pour une masse de 60 g ;
- pour les femelles jusqu'à 120 mm pour une masse de 130 g.

Cette espèce a un aspect trapu avec un corps large et arrondi. Le mâle présente une face dorsale brune, jaune ou verte avec parfois toutes ces couleurs simultanément. La femelle est généralement brune (Bartlett & Bartlett, 2003) et d'une taille supérieure au mâle. Sa face ventrale reprend la teinte de la face dorsale mais est plus claire et est teinté uniformément de sombre au niveau de la gorge. Ses membres sont relativement courts. Ses yeux sont surmontés de petites « cornes ».
Elle se nourrit d'autres amphibiens, de petits reptiles et de petits mammifères.

## Ceratophrys cornutaet l'Homme
Cette espèce est couramment proposée dans les animaleries. Néanmoins, sa captivité est très réglementée en France, car cette espèce est présente en Guyane. Elle y est intégralement protégée.

## Galerie

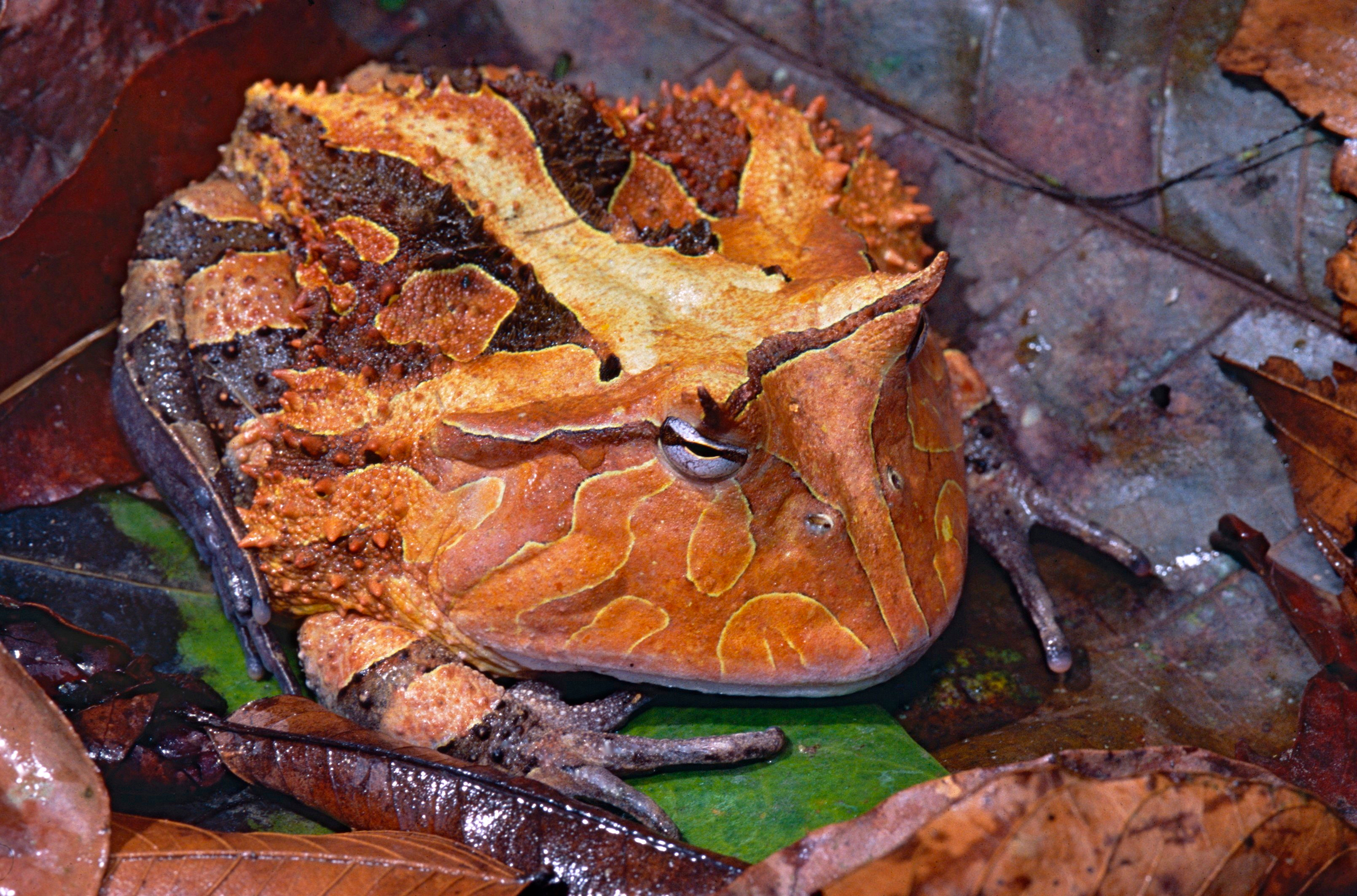
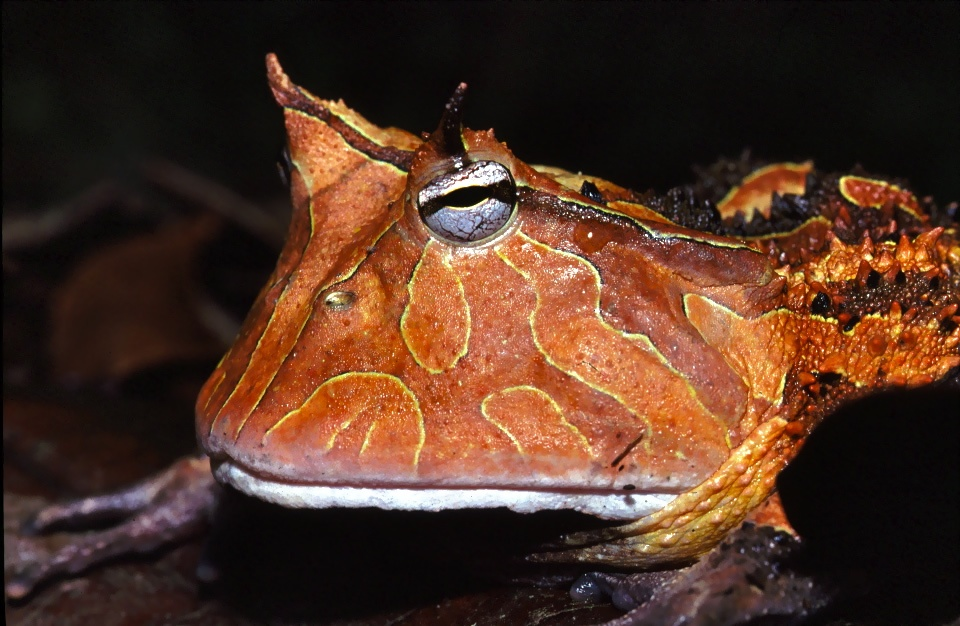
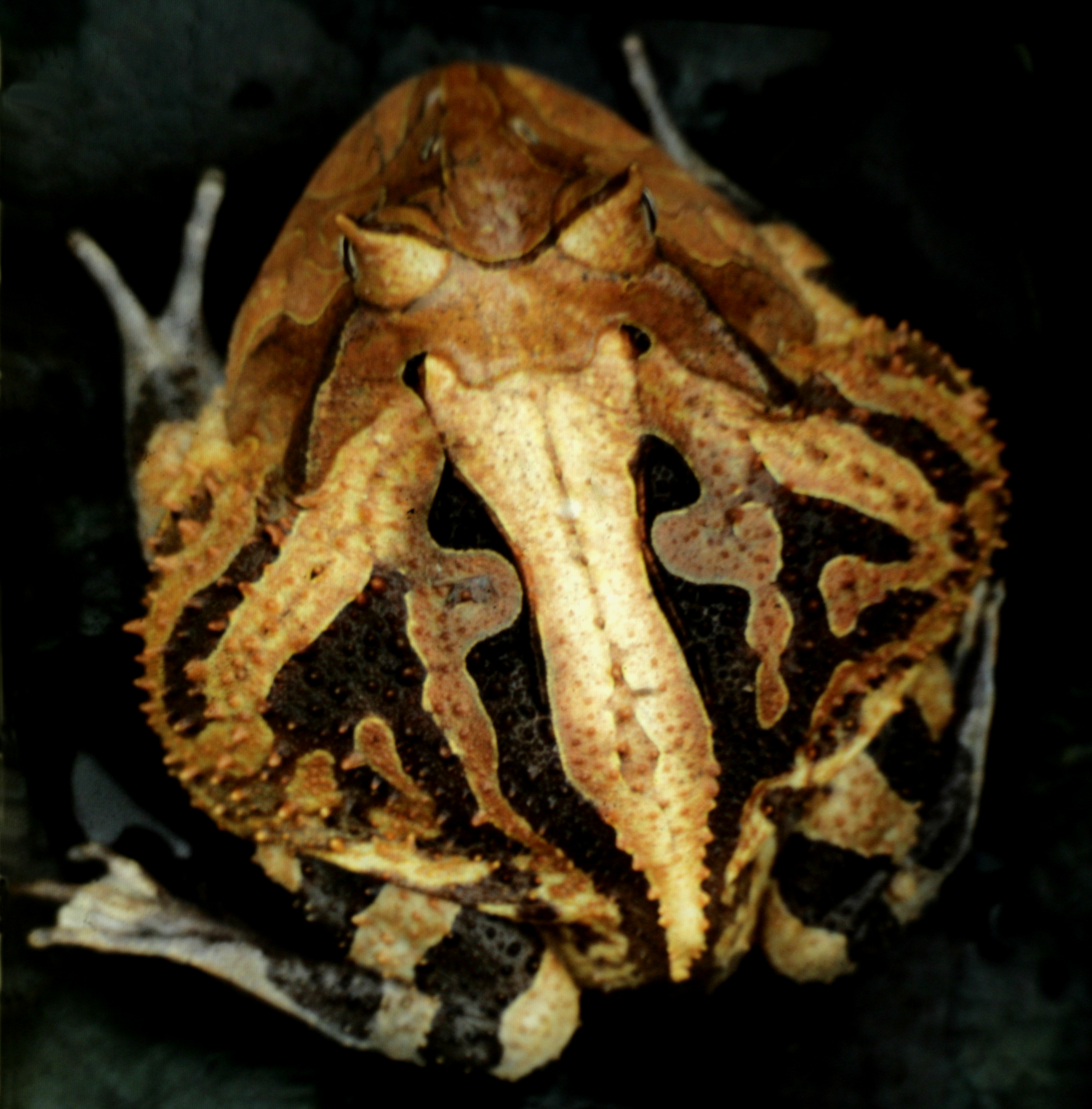
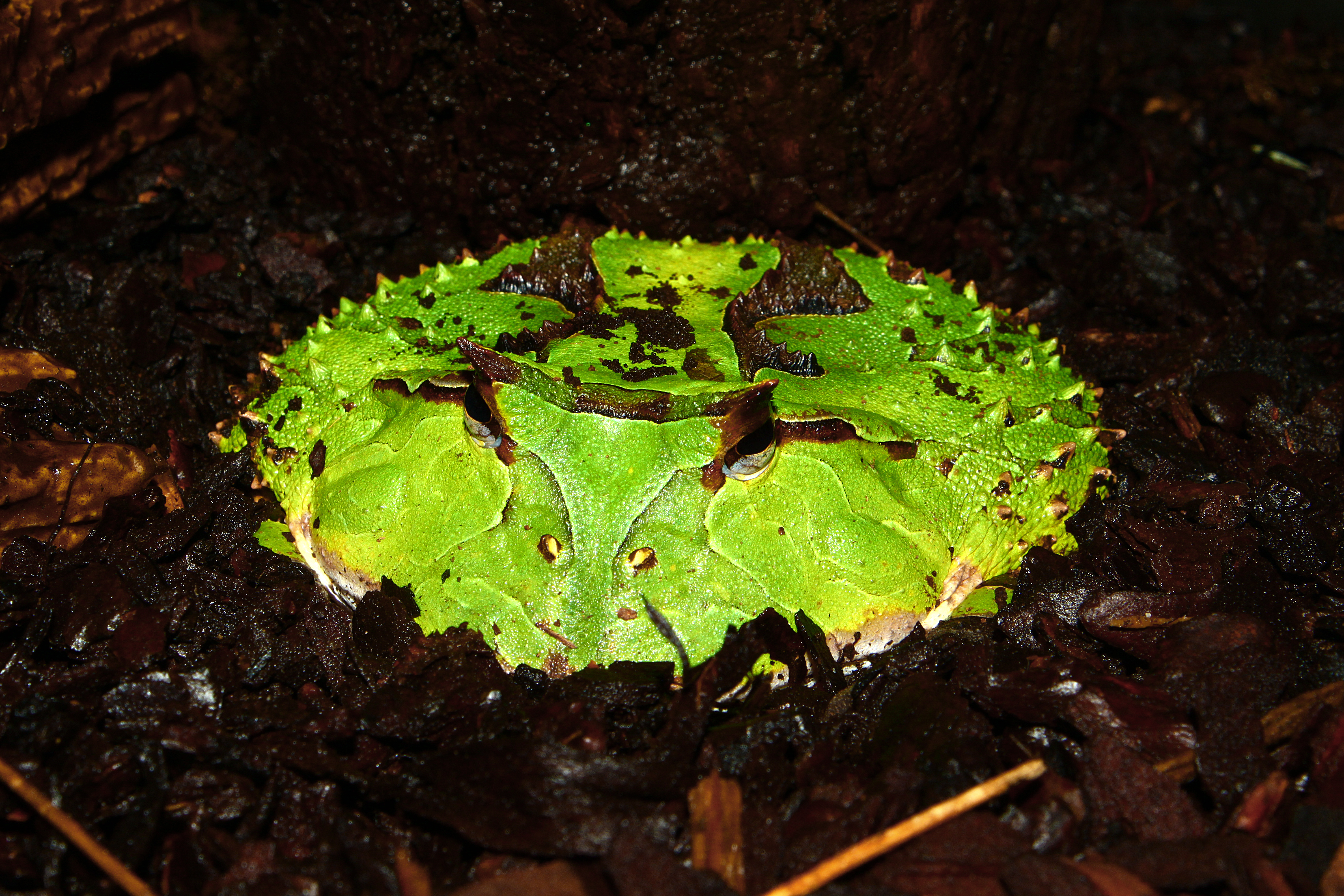
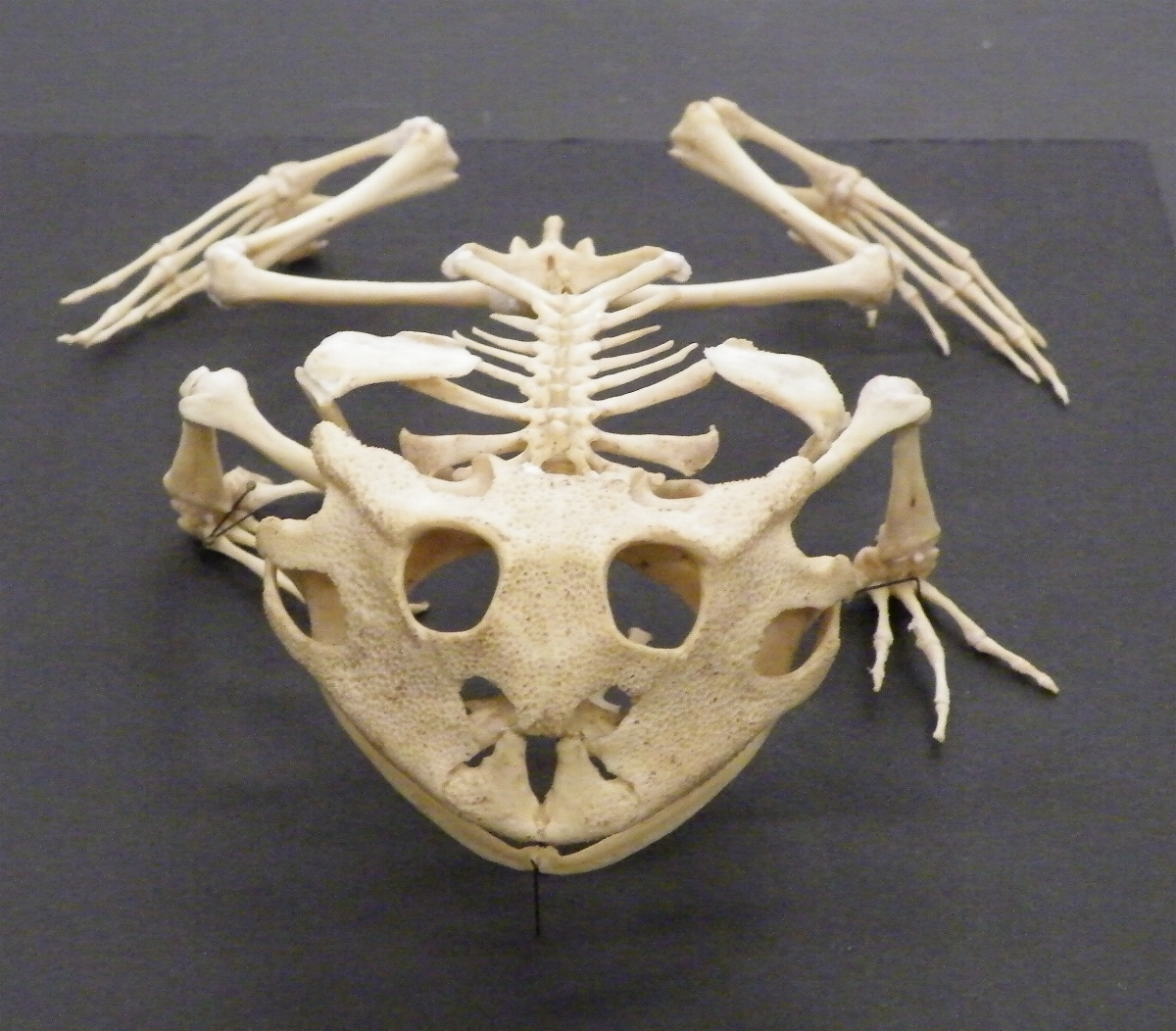
Squelette de Ceratophrys cornuta, vue de face.

## Étymologie
Son nom d'espèce, du latin cornuta, « qui a des cornes », lui a été donné en référence aux protubérances présentes au-dessus de ses yeux.

## Publication originale
- Linnaeus, 1758 : Systema naturae per regna tria naturae, secundum classes, ordines, genera, species, cum characteribus, differentiis, synonymis, locis, ed. 10 (texte intégral).